# 约瑟夫·乌格拉尔
约瑟夫·乌格拉尔（羅馬尼亞語：Iosif Uglar；1920年12月30日—2006年8月11日），匈牙利族，罗马尼亚共产党中央政治执行委员会委员、中央书记处书记，罗马尼亚经济和社会发展最高委员会副主席、人民委员会事务委员会主席、社会主义民主和团结阵线全国委员会副主席。对于当时中央推行的高压管控地方少数民族的政策，他一直起着缓和的作用，并不断争取政策推动匈牙利族地区的发展。

## 生平
1920年，出生于罗马尼亚特兰西瓦尼亚地区马拉穆列什县巴亚马雷。
1934年，在职业技术学校学习木工。
1941年，在驻奥拉迪亚的罗马尼亚武装部队第3骑兵团服兵役。
1944年，随军进驻奥地利克默滕。
1945年，在费尔内兹尤冶炼厂当工人。 2月，入团。8月，入党。
1946年，任巴亚马雷市进步青年委员会指导员。12月，任比霍尔州进步青年委员会指导员。
1948年，任罗马尼亚共产主义青年联盟巴亚马雷市委员会书记。
1949年，在“斯特凡·乔治乌”中央高级党校学习。
1950年，任巴亚马雷市党委宣传部长。
1952年，任巴亚马雷市党委第一书记。
1955年，在莫斯科苏联共产党中央高级党校学习。
1958年，任马拉穆列什匈牙利自治州党委书记。
1959年，在“斯特凡·乔治乌”社会政治学院和布加勒斯特经济研究学院深造。 
1960年，罗共八大，为中央检查委员会委员。
1965年，罗共九大，为罗共中央委员会委员、马拉穆列什县委员会第一书记。
1968年，任罗共萨图马雷县委员会第一书记兼萨图马雷县人民委员会执行委员会主席。
1969年，任罗马尼亚社会主义共和国大国民议会经济财政委员会副主席。
1971年，任罗共中央政治执行委员会候补委员。
1973年，任罗马尼亚社会主义共和国最高财政监察院领导委员会委员。5月，任罗马尼亚经济和社会发展最高委员会副主席。
1974年，任罗马尼亚人民委员会事务委员会主席。6月，任党中央和国务委员会县、城镇和农村规范化委员会执行局主席。 7月，在罗共中央全会上，为罗共中央委员会书记处书记。11月，罗共十一大，为罗共中央政治执行委员会委员、中央书记处书记。
1978年，任经济和社会发展最高委员会社会和城市建设系统化委员会主席。10月，任布加勒斯特市和各县党委和人民委员会、工厂企业、研究和设计单位之间社会主义劳动竞赛中央委员会主席。
1979年，罗共十二大，为罗共中央委员，被迫退出中央政治执委会和书记处。
1980年，任罗马尼亚社会主义民主和团结阵线全国委员会副主席。
2006年，逝世。